# Антоніо Чіоффі
Антоніо Чіоффі (італ. Antonio Cioffi нар. 19 грудня 2002, Маддалоні, Італія) — італійський футболіст, нападник клубу «Наполі».

## Футбольна кар'єра
Антоніо — уродженець міста Маддалоні, який розташований в регіоні Кампанія, в провінції Казерта. Займатися футболом починав в місті Сан-Феліче-а-Канчелло, в команді «Оасі Сан Фелічіана», в 10 років перейшов в академію клубу «Наполі».
На самому початку 2021 року був викликаний головним тренером неаполітанців Дженнаро Гаттузо для підготовки до ігор разом з основною командою. 17 січня 2021 дебютував в Серії А в поєдинку проти «Фіорентини», вийшовши на заміну на 78-й хвилині замість Лоренцо Інсіньє. Матч завершився перемогою «Наполі» з рахунком 6:0.